# ستاره‌شناسی نوین
ستاره‌شناسی نوین (Astronomia Nova) کتابی به زبان لاتین اثر ستاره‌شناس آلمانی یوهانس کپلر است که در سال ۱۶۰۹ میلادی چاپ شد و شامل ده سال مطالعات او در باب حرکت مریخ است.
این اثر یکی از مهمترین کتب تاریخ اخترشناسی و انقلاب علمی به‌شمار می‌رود و نقش مهمی در تثبیت نظریه خورشیدمرکزی و مطالعه اجرام آسمانی داشت. کپلر در این کتاب نشان داد که سیاره‌ها درمدارهای بیضی شکل به دور خورشید و حول یک کانون مشترک حرکت می‌کنند و این که اگر خطی بین خورشید و یک ستاره در حال حرکت رسم شود این خط در زمان مساوی از نواحی مساوی از مدار بیضی خواهد گذشت (قوانین اول و دوم کپلر). به نوشتهٔ کپلر در این کتاب، خورشید موتوری است که نیروی لازم برای حرکت سیاره‌ها را فراهم می‌کند و سرعت سیاره‌ها با نزدیک شدن به خورشید در خم مدارشان بیشتر می‌شود.